# Giulio Cesare Polerio
Giulio Cesare Polerio (* 1548 in Lanciano; † 1612 in Rom) war ein italienischer Schachmeister.
Der Name Polerio steht für das „Goldene Zeitalter“ des italienischen Schachs. Zusammen mit Giovanni Leonardo da Cutri sowie dem Sizilianer Paolo Boi führte er das Schachspiel in Italien zu hoher Blüte. Durch das nachhaltige Wirken dieser Meister verlagerte sich der Mittelpunkt des Schachgeschehens der damaligen Zeit von Spanien nach Italien.
Polerio war nicht nur ein starker Schachspieler, sondern auch ein hervorragender und hochgeachteter Theoretiker. Im Jahre 1560 schrieb er eine Abhandlung über das Zweispringerspiel im Nachzuge mit vielen Analysen. Die von ihm 1600 in Rom gegen Domenico gespielte Partie ist erhalten geblieben und noch heute von theoretischem Interesse:
1. e4 e5 2. Sf3 Sc6 3. Lc4 Sf6 4. Sg5 d5 5. exd5 Sxd5 6. Sxf7 Kxf7 7. Df3+ Ke6 8. Sc3 Sce7 9. d4 c6 10. Lg5 h6 11. Lxe7 Lxe7 12. 0–0–0 Tf8 13. De4 Txf2 14. dxe5 Lg5+ 15. Kb1 Td2 16. h4 Txd1+ 17. Txd1 Lxh4 18. Sxd5 cxd5 19. Txd5 Dg5 20. Td6+ Ke7 21. Tg6 und 1:0
Polerio begab sich zusammen mit Leonardo da Cutri und Paolo Boi 1575 nach Madrid, um am Hofe von König Philipp II. gegen die besten Spieler Spaniens, Ruy López und Alfons Seran, im ersten internationalen Turnier der Schachgeschichte anzutreten. Während die beiden italienischen Meister spielten, beschränkte sich Polerio auf die Rolle des Beraters und Trainers. Sein theoretisches Wissen trug entscheidend dazu bei, dass Leonardo den Wettkampf gegen López 3:2 gewinnen konnte. Philipp II., der bei allen Partien zuschaute, schenkte ihm 1000 Scudi.
Nach seiner Rückkehr nach Rom wurde Polerio zum besten Spieler Italiens. Seine Aufzeichnungen fanden über die Grenzen des Landes hinaus Anerkennung und Beachtung.